# Nobel Automobile
Nobel Automobile war ein japanischer Hersteller von Automobilen.

## Unternehmensgeschichte
Das Unternehmen hatte seinen Sitz in Tokio. Von 1952 bis 1954 wurden Personenkraftwagen hergestellt und als Nobel vermarktet. Der Name geht auf den Nobelpreis zurück, den Hideki Yukawa als erster Japaner erhielt. Vier Fahrzeuge wurden gebaut.

## Fahrzeuge
Das einzige Modell war ein Kleinstwagen, der vermutlich alle Kriterien erfüllte, um als Kei-Car eingestuft zu werden. Das vierrädrige Fahrzeug war 232 cm lang bei 167 cm Radstand. Es hatte einen Zweizylinder-Frontmotor mit 350 cm³ Hubraum und Hinterradantrieb. Der Motor wurde aus Wisconsin in den USA bezogen, möglicherweise von Briggs & Stratton.